# Zbór luterański w Nowym Gawłowie
Zbór luterański w Nowym Gawłowie – zbór luterański założony przez kolonistów józefińskich na mocy Patentu tolerancyjnego w kolonii Nowy Gawłów na obszarze wsi Gawłów założonej pomiędzy 1785–1790. Istniał w latach 1809–1944.

## Historia
W procesie kolonizacji józefińskiej w latach 80. XVIII wieku oraz w późniejszym osadnictwie ludności niemieckiej w okolicach Bochni powstały kolonie m.in.: Nowy Gawłów (Neu-Gawlow), Nowe Majkowice (Neu-Majkowice), Bogucice, Wójtostwo (Vogtsdorf; ob. część Bochni), Trinitatis (kolonia robotnicza koło Bochni), Krzeczów, Książnice (Fürstenau) i Bratucice. Część kolonistów była wyznania ewangelicko-augsburskiego i na mocy Patentu Tolerancyjnego zawiązał się dla nich zbór luterański z siedzibą w Nowym Gawłowie. W strukturze Kościoła ewangelickiego austriackiej Przedlitawii podlegał on powstałej w 1784 superintendenturze morawsko-śląsko-galicyjskiej, a od 1804 do superintendenturze lwowskiej (seniorat zachodni). W 1809 wybudowano stojący do dziś budynek domu modlitwy (ob. katolicki kościół św. Andrzeja Boboli), a w pobliżu powstały w innym czasie również cmentarz, plebania i budynki gospodarcze. W latach 1855–1859 pastorem ewangelickim w Nowym Gawłowie był ks. Jerzy Heczko.
Według schematyzmu kościelnego z 1875 roku zbór zrzeszał 766 ewangelików (654 wyznania augsburskiego i 112 helweckiego), z czego 97 w samym Nowym Gawłowie. Pastorem był Carl Gumpert z Białej. Na terenie zboru znajdowały się dwie szkoły ewangelickie: w Bogucicach i Majkowicach. Schematyzm określił istnienie zboru jako zagrożone. Po upadku Austro-Węgier zbór przystąpił do samodzielnego Kościoła Ewangelickiego Augsburskiego i Helweckiego Wyznania w Małopolsce i jego senioratu zachodniego. 
Zbór przestał praktycznie funkcjonować w związku z wydarzeniami II wojny światowej, kiedy to miejscowi Niemcy opuścili miejscowość przed zbliżającym się frontem na przełomie 1944 i 1945 roku. Kościół został poświęcony jako katolicki 14 października 1945.